# Empetrum
Empetrum es un pequeño género de arbustos perennes, a veces denominados "murtilla",  con bayas comestibles. Se encuentra en el hemisferio norte, en regiones templadas a subárticas y también en los Andes de Sudamérica y en Tristán de Acuña (sur del océano Atlántico). Su hábitat típico son los páramos, tundras y suelos encharcados. 

## Descripción
Son matas que forman arbustos con pequeñas hojas verdes como agujas de 3-10 mm de longitud. Las flores son pequeñas y planas. El fruto es una baya seca de color negro de agradable sabor parecido al arándano.  
El género estaba anteriormente clasificado en su propia familia Empetraceae, pero recientes estudios de APG II la han clasificado en Ericaceae.
Comprende 32 especies descritas y de estas, solo 4 aceptadas.

## Taxonomía
El género  fue descrito por Carolus Linnaeus y publicado en Species Plantarum 2: 1022. 1753.  La especie tipo es: Empetrum nigrum
Etimología
Empetrum: nombre genérico del griego empetros o empetron = "que crecen en las rocas".

## Especies aceptadas
A continuación se brinda un listado de las especies del género Empetrum aceptadas hasta febrero de 2014, ordenadas alfabéticamente. Para cada una se indica el nombre binomial seguido del autor, abreviado según las convenciones y usos.
- Empetrum asiaticum Nakai ex H. Itô
- Empetrum nigrum
- Empetrum eamesii
- Empetrum rubrum

## Usos
En las regiones subárticas ha sido una vital adicción en la dieta de los inuit y del pueblo sami.